# Lakshadweep
Lakshadweep (Malayalam: ലക്ഷദ്വീപ്) er det mindste unionsterritorium i Indien (oprettet 1956). Det består af 12 koralatoller, tre koralrev, og fem sandbanker. Arealet af øerne er 32 km². Øerne ligger i det Arabiske Hav 200 til 300 km ud for kysten ved Kerala.
Elleve af øerne er beboede. Der er adskillige småøer som ikke er optalt.
Hovedøerne er: Kavarrati (hvor hovedstaden Kavarrati ligger), Agatti, Minicoy og Amini. Samlet befolkning 60.595 ifølge folketællingen i 2001. Agatti har en lufthavn hvor der er direkte fly til Kochi. Turister har måske brug for en tilladelse for at besøge øerne, nogle øer er det ikke tilladt at besøge som udlænding. 
Navnet på øgruppen betyder direkte oversat "hundredetusinde øer."
- Wikimedia Commons har flere filer relateret til Lakshadweep

10°34′N 72°38′Ø / 10.57°N 72.64°Ø